# Fabio Baraldi
Fabio Baraldi (Carpi, 1990. március 21. –) Európa-bajnoki bronzérmes olasz-, majd grúz válogatott vízilabdázó, center, a Dinamo Tbiliszi játékosa.

## Sportpályafutása
Gyermekkora óta vízilabdázik, kezdetben szülővárosa, Carpi csapatában, a Sandro Cabassiban. 14 éves korától a Vallescrivia játékosa, majd 2008-ban az olimpiai bajnok edző, Carlo Silipo hívására a Posillipo Napoliba igazolt. A Settebello tagjaként bronzérmet szerzett a 2014-es budapesti kontinensviadalon.  A 2016-17-es szezont a Canottieri Napoli együttesénél töltötte, majd egy évet a Sport Management csapatában játszott. 2019-ben a Dinamo Tbiliszi együttesébe igazolt, hogy karrierjét a grúz nemzeti együttes tagjaként folytathassa.

### Válogatottal

#### Olaszország
- Európa-bajnokság: Bronzérmes: Budapest, 2014